# Pagurus aleuticus
Pagurus aleuticus är en kräftdjursart som först beskrevs av James Everard Benedict 1892.  Pagurus aleuticus ingår i släktet Pagurus och familjen eremitkräftor. Inga underarter finns listade i Catalogue of Life.